# Zelotes thorelli
Zelotes thorelli är en spindelart som beskrevs av Simon 1914. Zelotes thorelli ingår i släktet Zelotes och familjen plattbuksspindlar. Inga underarter finns listade i Catalogue of Life.